# Talvatissjön
Talvatissjön är en sjö i Jokkmokks kommun i Lappland och ingår i Luleälvens huvudavrinningsområde. Sjön har en area på 0,166 kvadratkilometer och ligger 240 meter över havet. Sjön avvattnas av vattendraget Talvatissjöbäcken. Den angränsar till tätorten Jokkmokk. Namnet kommer från det samiska namnet på sjön Dálvvadisjávrasj, efter Dálvvadis det traditionella samiska namnet på Jokkmokk, och jávri samiska för sjö.

## Delavrinningsområde
Talvatissjön ingår i det delavrinningsområde (739463-167997) som SMHI kallar för Mynnar i Letsimagasinet. Medelhöjden är 278 meter över havet och ytan är 11,55 kvadratkilometer. Räknas de 2 avrinningsområdena uppströms in blir den ackumulerade arean 44,44 kvadratkilometer. Talvatissjöbäcken som avvattnar avrinningsområdet har biflödesordning 3, vilket innebär att vattnet flödar genom totalt 3 vattendrag innan det når havet efter 174 kilometer. Avrinningsområdet består mestadels av skog (75 procent). Avrinningsområdet har 0,16 kvadratkilometer vattenytor vilket ger det en sjöprocent på 1,4 procent. Bebyggelsen i området täcker en yta av 2,17 kvadratkilometer eller 19 procent av avrinningsområdet.